# Ariosoma
Ariosoma es un género de anguilas marinas congrio.

## Especies
Actualmente hay 29 especies reconocidas en este género:
- Ariosoma anago ( Temminck & Schlegel, 1846) (Congrio plateado)
- Ariosoma anagoides ( Bleeker, 1853) (Congrio marino)
- Ariosoma anale ( Poey, 1860) (congrio de tronco largo) (sinónimo Ariosoma analis )
- Ariosoma balearicum ( Delaroche, 1809) (congrio de dientes de banda) (sin. Ariosoma impressa, Ariosoma minor, Ariosoma somaliense )
- Ariosoma bauchotae Karrer, 1982
- Ariosoma coquettei DG Smith y Kanazawa, 1977
- Ariosoma dolichopterum Karmovskaya, 2015[1]
- Ariosoma fasciatum ( Günther, 1872) (Congrio barrado) (sin. Ariosoma nancyae )
- Ariosoma gilberti ( JD Ogilby, 1898) (anguila de jardín de Gilbert)
- Ariosoma howensis ( McCulloch & Waite, 1916) (Congrio de Lord Howe)
- Ariosoma kapala (Castle, 1990)
- Ariosoma mayor ( Asano, 1958)
- Ariosoma marginatum ( Vaillant & Sauvage, 1875) (congrio de ojos grandes) (sin. Ariosoma bowersi)
- Ariosoma mauritianum ( Pappenheim, 1914) (Congrio de dientes romos)
- Ariosoma meeki ( DS Jordan y Snyder, 1900)
- Megalops de ''Ariosoma Fowler, 1938
- Ariosoma mellissii ( Günther, 1870) (Anguila plateada)
- Ariosoma multivertebratum Karmovskaya, 2004
- Ariosoma nigrimanum normando, 1939
- Ariosoma obud Herre, 1923
- Ariosoma ofidioftalmo Karmovskaya, 1991
- Ariosoma opistophthalmum ( Ranzani, 1839)
- Ariosoma prorigerum ( CH Gilbert, 1891) (Congrio de ladera)
- Ariosoma sanzoi ( D'Ancona, 1928)
- Ariosoma sazonovi Karmovskaya, 2004
- Ariosoma scheelei ( Strömman, 1896) (Congrio tropical)
- Ariosoma selenops Reid, 1934
- Ariosoma sereti Karmovskaya, 2004
- Ariosoma shiroanago ( Asano, 1958)
- Ariosoma sokotranum Karmovskaya, 1991
- Ariosoma tamilicum Kodeeswaran, Acharya, Mohapatra & Ajith Kumar, 2025[2]
- Ariosoma thoothukudiense Kodeeswaran, Kathirvelpandian, Mohapatra & Ajith Kumar, 2024[3]

### Especies anteriores
Especies anteriormente clasificadas como Ariosoma que ahora se enumeran en un género diferente:
- Ariosoma bleekeri (Fowler, 1934) - ahora conocido como Bathycongrus bleekeri
- Ariosoma guttulata (Günther, 1887) - ahora conocido como Bathycongrus guttulatus (congrio rayado)
- Ariosoma mystax (Delaroche, 1809) - ahora conocido como Gnathophis mystax (congrio de labios delgados)